# 我殺死了巨人
《我殺死了巨人》（英語：I Kill Giants）是一本美國有限系列漫畫，發行商Image漫畫將該漫畫定於2008年起發行。該漫畫由作家喬·凱利和藝術家J·M·肯·新村（J. M. Ken Niimura）所創作，主要描述思想古怪的女孩芭芭拉·索爾森（Barbara Thorson）和怪物接觸的故事。
其改編電影由安德斯·華特執導、麥迪遜·沃爾夫主演，並定於2018年3月23日在美國上映。

## 劇情
故事敘述芭芭拉·索爾森（Barbara Thorson）對外人而言是名古怪的小女孩，她很喜歡《龍與地下城》和相關的奇幻作品，但也因為她對奇幻作品的癡迷而使自己在社交方面完全疏遠。某天，芭芭拉相信巨人是真實存在的並堅定地認為巨人即將來臨，但沒有人相信被認為是怪人的她，使得芭芭拉獨自踏上阻止巨人的冒險旅程。

## 版本
- 《我殺死了巨人》（簡裝、184頁，2009年5月：ISBN 1-60706-092-2（Image漫畫）；精裝、300頁、2009年11月：ISBN 1-60706-173-2（Image漫畫）；Titan Books（英语：Titan Books）：ISBN 1-60706-172-4[4]）

## 榮譽
《我殺死了巨人》榮獲了IGN的「2008年度最佳獨立書籍」，且也被丹·克斯（Dan Kois）列入《紐約》的2009年十大最佳漫畫名單之中。《我殺死了巨人》被青年圖書服務協會列於2010年青少年十大圖文小說之一。2012年，該漫畫獲得了第5屆國際漫畫獎。2013年12月，《我殺死了巨人》被Gaiman獎評為在日本出版的第二佳外國漫畫書。

## 改編電影
2015年3月，Treehouse Pictures宣布將根據漫畫而推出改編電影。該片由安德斯·華特執導，喬·凱利撰寫劇本。2015年9月13日，女演員柔伊·莎達娜和麥迪遜·沃爾夫簽約以在片中分別飾演莫利女士（Ms. Molle）及芭芭拉。該片最先於2017年9月9日在多倫多國際影展上首映，並定於2018年3月23日在美國上映。

## 外部連結
- 官方网站
- 漫画书数据库：I Kill Giants